# De groene mijl (roman)
De groene mijl (originele titel The Green Mile) is een Amerikaanse serieroman geschreven door Stephen King. Het verhaal is gepubliceerd in zes delen die later tot een boek werden verwerkt.
De groene mijl won in 1996 de Bram Stoker Award voor beste roman.

## Inhoud
Het verhaal wordt verteld in de eerste persoon door Paul Edgecombe. Vanuit het bejaardentehuis waar hij zit, blikt hij terug op zijn tijd als gevangenisbewaker op de dodengang van de Cold Mountain Penitentiary, ook wel “de groene mijl” genoemd. In 1935 kwam hij oog in oog te staan met een nieuwe veroordeelde: John Coffey, een boomlange Afro-Amerikaanse man die schuldig was bevonden aan de moord op twee kleine meisjes. De andere gevangenen op de dodengang zijn Eduard "Del" Delacroix, een pyromaan, verkrachter en moordenaar, Arlen Bitterbuck, een moordenaar, en William "Wild Bill" Wharton, een massamoordenaar.
Paul en de andere bewakers worden voortdurend onder druk gezet door Percy Wetmore, een sadistische bewaker die voortdurend met de gevangenen solt. De andere bewakers moeten beleefd tegen hem blijven ondanks hun afkeer van hem omdat hij het neefje van de gouverneur is. Zo trapt hij opzettelijk een muis van een gevangene dood en maakt hij opzettelijk bij een executie de in zoutoplossing gedrenkte spons die bij de veroordeelden voor een optimaal contact tussen de huid en de elektrodes van de stoel moet zorgen, niet nat, waardoor de veroordeelde in brand vliegt en de executie lang en pijnlijk is.
In de loop der tijd wordt duidelijk dat John Coffey bovennatuurlijke krachten bezit, zoals de gave om mensen te genezen. Zo geneest hij Pauls urineweginfectie, maar ook de doodgetrapte muis weet hij tot leven te wekken. Coffey is ook erg gevoelig en meelevend. De bewakers beginnen zelfs te twijfelen aan zijn schuld. Wanneer de vrouw van gevangenisbewaarder Hal Moores een fatale hersentumor blijkt te hebben, smokkelen Paul en enkele andere bewakers John naar hen thuis om haar te genezen. Terug in de gevangenis geeft John de ziekte die hij uit haar heeft gehaald door aan Percy, die hierdoor volledig doordraait. Hij schiet Wharton dood alvorens in een catatonie te belanden waar hij nooit meer uit zal komen.
Coffey toont Paul dat Wharton de ware moordenaar van de twee meisjes was. Hij is echter klaar om te sterven en wil niet dat Paul iets onderneemt om hem te helpen. De mensen die door Coffey zijn genezen blijken nadien een onnatuurlijk lang leven te hebben gekregen. Paul zelf is aan het eind van het verhaal al 104 (in de film 108) en het eind is nog niet in zicht.

## Publicatiegeschiedenis
De groene mijl werd voor het eerst gepubliceerd in zes paperbacks. Het eerste deel, getiteld De twee dode meisjes, werd gepubliceerd op 28 maart 1996. De andere delen (De muis, Coffey's handen, De vreselijke dood van Eduard Delacroix, Nachtreis en Coffey op de mijl) volgden om de maand.

## Verfilming
Frank Darabont verfilmde de roman in 1999, met Tom Hanks als Paul Edgecombe en Michael Clarke Duncan als John Coffey.